# Robert Bayot
Robert Jean Hubert Bayot (ur. 4 września 1915 w Schaerbeek, zm. 9 stycznia 1964 w Brukseli) – belgijski szermierz, srebrny medalista mistrzostw świata.
Podczas mistrzostw świata w Lizbonie w 1947 roku Belgowie w składzie: Robert Bayot, Georges de Bourguignon, Ferdinand Jassogne i Édouard Yves zajęli drugie miejsce w szabli drużynowej. Był to jego jedyny medal zdobyty w zawodach tego cyklu.
Wystąpił na igrzyskach olimpijskich w Londynie w 1948 roku, zajął czwarte miejsce w szabli drużynowej. W turnieju indywidualnym nie startował. Brał też udział w igrzyskach olimpijskich w Helsinkach w 1952 roku, gdzie Belgowie zajęli piąte miejsce w szabli drużynowej. W zawodach indywidualnych ponownie nie wystąpił.